# Californische murene
De Californische murene (Gymnothorax mordax) is een straalvinnige vis uit de familie van murenen (Muraenidae), orde palingachtigen (Anguilliformes), die voorkomt in het oosten en het zuidoosten van de Grote Oceaan.

## Beschrijving
De Californische murene kan een maximale lengte bereiken van 152 centimeter. Het lichaam van de vis heeft een aalachtige vorm. De ruggengraat bevat 146 tot 154 wervels. De soort heeft één rugvin en één aarsvin; deze vinnen hebben geen stekels.

## Leefwijze
Deze murene is een zoutwatervis die voorkomt in subtropische wateren op een diepte van 1 tot 40 meter.
Het dieet van de vis bestaat hoofdzakelijk uit macrofauna en vis.

## Relatie tot de mens
De soort kan worden bezichtigd in sommige voor het publiek toegankelijke aquaria. Voor de mens is de Californische murene niet ongevaarlijk: het dier kan verwondingen veroorzaken.
De soort staat niet op de Rode Lijst van de IUCN.